# Харарих
Харарих (Chararich, † 509?) е малък крал на салическите франки в края на 5 век от род Меровинги.

## Биография
Харарих е братовчед на Хлодвиг I. Той е крал вероятно на Арас или Булон.
В боевете на Хлодвиг I против Сиагрий (486/487) Харарих е неутрален, въпреки молбата за помощ. След това Хлодвиг нарежда да отрежат косата на Харарих и на синът му. Така те стават неподходящи за владетели, според франкската традиция.
Харарих става свещеник, а синът му дякон. По-късно те плануват да си оставят косата отново да расте, за да си отмъстят на Хлодвиг, след което двамата са обезглавени.